# Francesco Madonia
Francesco Ciccio Madonia (* 31. März 1924 in Palermo; † 13. März 2007 in Neapel) war ein italienischer Mafioso.

## Leben
Madonia war der Boss des Clans San Lorenzo-Pallavicino im Raum Palermo und der Resuttana-Familie. Im Jahr 1978 wurde er Mitglied in der Mafia-Kommission, der Versammlung der wichtigsten Oberhäupter der sizilianischen Cosa Nostra, die er während des Zweiten großen Mafiakrieges von 1981 bis 1983 unterstützte. Er wurde während des Maxi-Prozesses zu lebenslanger Haft verurteilt. Ciccio Madonia war unter anderem an der Ermordung von Piersanti Mattarella, Carlo Alberto Dalla Chiesa, Libero Grassi sowie den Mafia-Jägern Paolo Borsellino und Giovanni Falcone beteiligt. Trotz seiner Inhaftierung 1987 führte Madonia weiterhin seinen Clan; er starb 2007 in einem Gefängnis-Krankenhaus in Palermo. Nach seinem Tod führten seine Kinder Antonino, Giuseppe und Salvatore den Madonia-Clan weiter.